# Cotyzineus bruchi
Cotyzineus bruchi – gatunek chrząszcza z rodziny kózkowatych i podrodziny zgrzypikowych. Jedyny przedstawiciel rodzaju Cotyzineus.

## Zasięg występowania
Ameryka Południowa, występuje we wsch. Boliwii (departament Santa Cruz), Urugwaju oraz w Argentynie.